# ریشارد ولنی
ریشارد ولنی (انگلیسی: Ryszard Wolny؛ زادهٔ ۲۴ مارس ۱۹۶۹) کشتی‌گیر اهل لهستان بود.